# Saint-Chamant (Corrèze)
Saint-Chamant é uma comuna francesa na região administrativa da Nova Aquitânia, no departamento de Corrèze. Estende-se por uma área de 14,05 km². Em 2010 a comuna tinha 500 habitantes (densidade: 35,6 hab./km²).